# René Rémond
René Rémond (* 30. September 1918 in Lons-le-Saunier, Département Jura; † 14. April 2007 in Paris) war ein französischer Historiker und Politologe.

## Leben
Nach dem Schulbesuch der Pariser Gymnasien Lycée Carnot, Lycée Condorcet und Lycée Louis-le-Grand wurde er 1939 zunächst Soldat im Zweiten Weltkrieg (wofür er das Croix de Guerre erhielt). In den 1930er Jahren war er aktiv in der Jeunesse étudiante chrétienne (JEC), deren Generalsekretär er 1943 wurde. 1942 studierte er dann an der Elitehochschule École normale supérieure, an der er schon 1939 aufgenommen wurde, zunächst aber Wehrdienst leistete, und wurde Assistent von Pierre Renouvin. Seine Dissertation 1952 bei Charles-Henri Pouthas beschäftigte sich mit der Wahrnehmung der USA in Frankreich 1815–1852. Er war danach Assistent an der Sorbonne und ab 1956 Forschungsdirektor an der Fondation nationale des sciences politiques (FNSP) und Maître de conférences und danach Professor am Institut d’études politiques de Paris. 1964 wurde er der erste französische Professor für Geschichte des 20. Jahrhunderts an der Fakultät der neu geschaffenen Universität Paris-Nanterre. In den 1968er Unruhen nahm er einen vermittelnden Standpunkt ein. Dem Höhepunkt im Mai 1968 wich er nach Rom aus. Danach beteiligte er sich an Universitätsreformen und war 1971 bis 1976 Präsident der Universität Paris-Nanterre.
Von Rémond stammt die Unterteilung rechter und konservativer politischer Strömungen in Frankreich übergreifend in Legitimisten, Orléanisten und Bonapartisten. Zu letzteren zählte er u. a. die Boulangisten und die Gaullisten, da sie auf Popularismus und autoritäre Führung setzen. Zu den Legitimisten zählte er die Royalisten im 19. Jahrhundert, die die Republik ablehnten und später z. B. die Action Française und die Bewegung von Jean-Marie Le Pen. Zu den Orléanisten, die im 19. Jahrhundert für ökonomischen Liberalismus standen und vom Bürgertum (Bourgeoisie) getragen wurden, zählt er die heutigen konservativen Parteien der Mitte in Frankreich. Er führte dies in seinem Hauptwerk La Droite en France de 1815 à nos jours 1954 ein.
Er war Gründungsmitglied der Päpstlichen Akademie für Sozialwissenschaften. Der Polnischen Akademie der Wissenschaften gehörte er als auswärtiges Mitglied an. Die Académie royale des Sciences, des Lettres et des Beaux-Arts de Belgique nahm ihn 1986 als assoziiertes Mitglied auf.
Seit 1998 war er Mitglied der Académie française; dort wurde Claude Dagens sein Nachfolger. Rémond war Großoffizier der Ehrenlegion, erhielt das Großkreuz des Ordre National du Mérite, war Kommandeur der Palmes Académique und Commandeur de Arts et Lettres.
Von 1981 bis Januar 2007 war er Präsident der elitären politikwissenschaftlichen Stiftung Fondation nationale des sciences politiques.
René Rémond ist der Neffe des Bischofs von Nizza Paul Rémond, der in Israel als Gerechter unter den Völkern ausgezeichnet wurde.

## Publikationen

### Historisch-politische Arbeiten
- La Droite en France de 1815 à nos jours. Continuité et diversité d’une tradition politique. Aubier-Montaigne, Paris 1954 (Nachdrucke 1963 (La Droite en France de la première Restauration à la Ve République), 1968 und 1982 (Les Droites en France))
- Hrsg.: Forces religieuses et attitudes politiques dans la France depuis 1945. Armand Colin, Paris 1965
- Hrsg.: Atlas historique de la France contemporaine. Armand Colin, Paris 1966
- Léon Blum, chef de gouvernement. Armand Colin, Paris 1967
- La vie politique en France (Band 1: 1789–1848, Band 2: 1848–1879). Armand Colin, Paris 1964–1969
- Hrsg.: Le gouvernement de Vichy et la Révolution nationale. Armand Colin, Paris 1972
- Introduction à l’histoire de notre temps (drei Bände). Éditions du Seuil, Paris 1974
- Édouard Daladier, chef de gouvernement. Presses de la Fondation nationale des sciences politiques, Paris 1977
- La France et les Français en 1938–1939. Presses de la Fondation nationale des sciences politiques, Paris 1978
- Hrsg.: Quarante ans de cabinets ministériels. Presses de la Fondation nationale des sciences politiques, Paris 1982
- Le retour de de Gaulle. Complexe, Paris 1983
- Hrsg.: Pour une histoire politique. Le Seuil, Paris 1983
- Mitarbeit von Jean-François Sirinelli: Notre siècle (1918–1988). Fayard, Paris 1988
- La République souveraine. Fayard, 2002
- Les droites aujourd’hui. Louis Audibert, Paris 2005

### Arbeiten über die religiöse Geschichte Frankreichs
- Lamennais et la démocratie. Presses universitaires de France, Paris 1948
- Les catholiques, le Communisme et les Crises (1929–1939). Armand Colin, Paris 1960
- Les deux congrès ecclésiastiques de Reims et Bourges (1896–1900). Sirey, Paris 1964
- L’anticléricalisme en France de 1815 à nos jours. Fayard, Paris 1976
- Mit-Hrsg.: Histoire de la France religieuse. Éditions du Seuil, Paris 1992
- Le catholicisme français et la Société politique. Éditions de l’Atelier, Paris 1995
- Autorengemeinschaft: Le fichier juif. Plon, Paris, 1996
- Les crises du catholicisme en France dans les années trente. Le Seuil, Paris 1996
- Religion und Gesellschaft in Europa (frz. Orig. Religion et société en Europe aux XIXe et XXe siècles. Essai sur la sécularisation. Le Seuil, Paris, 1996), München: Beck, 2000, ISBN 3406453090
- Les grandes inventions du christianisme. Bayard, Paris 1999
- Le christianisme en accusation. Desclée de Brouwer, Paris 2000
- Le nouvel anti-christianisme. Desclée de Brouwer, Paris 2005

### Arbeiten über die Vereinigten Staaten
- Histoire des États-Unis. Presses universitaires de France, Paris 1959
- Les États-Unis devant l’opinion française (1815–1852) (zwei Bände). Armand Colin, Paris 1962

### Gedanken über die aktuelle Zeit
- Vivre notre histoire (Einleitung von Aimé Savard). Le Centurion, Paris 1976
- Autorengemeinschaft: Âge et politique. Économica, Paris 1991
- Valeurs et politique. Beauchesne, Paris 1992
- La politique n’est plus ce qu’elle était. Calmann-Lévy, Paris 1993
- Une laïcité pour tous. Textuel, Paris 1998
- La politique est-elle intelligible ?. Complexe, Paris 1999
- Regard sur le siècle. Presses de la Fondation nationale des sciences politiques, Paris 2000
- Mitarbeit von François Azouvi: Du mur de Berlin aux tours de New York. Douze années pour changer de siècle. Bayard, 2002
- Une mémoire française, Desclée de Brouwer, 2002
- Quand l’État se mêle de l’Histoire. Stock, Paris 2006

### Persönliche Texte
- La Règle et le Consentement. Gouverner une société. Fayard, Paris 1979
- Hrsg. von Pierre Nora: Contribution aux Essais d’ego-histoire. Gallimard, Paris 1987
- Autorengemeinschaft: Paul Touvier et l’Église. Fayard, Paris 1992 (Enquête demandée à Rémond sur les protections dont le milicien Paul Touvier a bénéficé au sein de l’Église catholique de France)
- Discours de réception à l’Académie française. Fayard, Paris 2000